# 調子外れ
調子外れ（ちょうしはずれ、英語表記: poor pitch singer）は、楽器の音や他の人の声に自分の声の音高を合わせる（ピッチマッチさせる）ことが出来ず、音程を外して歌うこと、またその人を指す。
俗に言う「音痴 (out-of-pitch singer) 」が差別的な響きがするため、それに代わる言葉として日本では1990年代に村尾忠廣により提唱された。
原因は下記のようにさまざまあるが、心的外傷につながることが非常に多い。良い指導者を得て早期に治療すれば改善しうるものである。対して、音を把握することに優れている人を絶対音感 があるなどと評する。

## 主な原因と対処法
乳児期におけるピッチマッチ経験の不足
母親が行うマザリーズ（「いないいないばあ」など乳児に対し語りかける言葉）を乳児がまねて声を出したり、それに対し母親がまねて声を出すという形で母子間のコミュニケーションが行われる。同時にそれによって子どもは音程を合わせることを覚えていくのだが、母親が「音痴（と思い込んでいる）」の場合、このコミュニケーションが充分に行われず、ピッチマッチの発達が遅れることとなる。
指導者と1対1のピッチマッチを根気よく行うことにより改善されることが多い。
求める音高が個人の声域より外にあるために出せない
幼児及び学校教育における歌唱教材のほとんどは1点ハ（中央ハ） - 2点ニの声域が要求されるが、歌う本人の声域が狭かったり極端に低い（まれに極端に高い）場合、要求された音程は出せない。（幼児の歌声が調子外れになるのはこのためである）一度外れると動転してしまい出せるはずの音も出せなくなるのである。
1点イ以上の高い音は本来「裏声（ファルセット）」で歌うべきものであり、裏声を出す練習を行うことにより改善されることが多い。声域が極端に低い/高い場合は、曲全体の高さを低く/高く移調することにより正しく歌えることがある。
ピッチを上下にイメージできない
音のピッチは周波数の多少で決まり、周波数が多ければ「高い」少なければ「低い」と言う。調子外れの人はそのイメージが混乱している。
言語脳と音楽脳の混乱
話し言葉では正しくイントネーションを表現できるのに歌になるとうまく行かない。これは、話し言葉は左脳（言語脳）が司るのに対し音楽は右脳（音楽脳）が司るため、その発達が遅れていたり連携がうまく行かなかったりするためである。
話し言葉ならば正しく合わせられるので、簡単な話し言葉（「おはようございます」等）でイントネーションをいろいろに変えてまねさせ、そこから単音のピッチマッチへとつなげていくとよい